# 메흐메트 오르한
메흐메트 오르한 오스마놀루(튀르키예어: Mehmed Orhan Osmanoğlu, 1909년 7월 11일 ~ 1994년 3월 12일)는 오스만 제국의 황가인 오스만 가문의 42번째 수장이었다.

## 생애
메흐메트 오르한은 압둘 카디르 왕자의 두 번째 부인이 낳은 첫째 아들이었다. 그의 아버지 압둘 카디르 왕자는 1876~1909년에 재임한 34대 술탄인 압뒬하미트 2세의 두 번째 부인 소생의 아들이었으며, 오스만 제국 육군 총사령관을 역임하였다. 그러나 카디르 왕자는 첫 번째 부인과의 결혼에서는 자식이 없던 상태에서, 정식으로 결혼하지 않은 두 번째 부인에게서 메흐메트 오르한을 얻었다. 이러한 문제 때문에 두 번째 부인과의 결혼은 왕실로부터 한동안 공식적으로 인정받지 못했다. 한편 압뒬하미트 2세가 청년 투르크당에 의해 강제 퇴위된 이후, 술탄 지위는 연장자 상속 원칙에 따라 압뒬하미트 2세의 이복동생인 메흐메트 6세와 메흐메트 7세로 계승되었다.
1922년 11월 1일에는 무스타파 케말 아타튀르크에 의해 술탄제가 폐지되었다. 새로 출범한 터키 공화국은 이어 1924년 3월 3일에 오스만 가문이 갖고 있던 칼리파 권한마저 폐지해버렸다. 이로 인해 주요 황족들은 모두 강제 추방 조치가 내려졌으며, 메흐메트 오르한도 가족과 함께 수중에 단 2,000파운드만을 챙긴 채 외국으로 떠났다. 이어 1924년 4월 23일을 기해 터키 대국민의회는 오스만 제국의 주요 인사 150명을 비롯한 황족들을 기피인물로 지정하고 이들의 재입국을 법적으로 봉쇄해버렸다. 새로운 법령에 의해 오스만 가문의 남자 인사들은 50년간, 여자 인사들은 28년간 입국이 불허되었다. 이후 메흐메트 오르한은 한때 알바니아 국왕 조구 1세의 후의를 입으며 지내기도 했으나, 결국 아르헨티나에서 조선 노동자 일을, 베이루트와 다마스쿠스를 오가는 장거리 택시 운전기사 일을 하다가 프랑스로 넘어가 미군 묘지 안내원을 하는 등 궁벽한 삶을 이어갔다.
1983년에는 33대 술탄 무라트 5세의 증손자이자 오스만 가문의 41대 수장이던 알리 바십이 사망하면서, 남은 가문 인사 가운데 최연장자로서 가문 수장 직위를 이어받았다. 그는 터키 정부의 입국 금지 조치가 풀린 이후에도 터키 방문을 거부하다가 1992년에야 잠시 방문하였다. 이후에는 프랑스의 니스로 돌아가 단촐한 아파트에서 홀로 여생을 보내다가 1994년 3월 12일에 84세를 일기로 사망하였다.
1933년, 1943년에 두 차례 결혼하였으며, 첫 부인과의 사이에서 딸 하나를, 둘째 부인과의 사이에서 아들 하나를 얻었다.

## 잘못 알려진 일화
신경정신과 의사이자 에세이 저술가로 널리 알려진 이시형 교수는, 그의 2001년 작 <이시형의 세상 바꿔보기>에 수록된 '조국 땅에 살 수 있는 자격'이라는 글에서 오스만 제국의 마지막 황태자이자 평생 독신으로 살아온 메흐메트 오르한이 해외를 떠돌다 1992년에 일시 귀국했을 때의 일화를 적었다. 이 글에서는 메흐메트 오르한이 돌마바흐체 궁전에서 감격에 겨워하다가 영국으로 돌아갔다는 이야기를 적고 있다. 그 영향을 받아 '오스만 제국의 마지막 황태자'라는 주제로 여러 변형된 이야기가 세간에 떠돌기도 했다.
그러나 이러한 일화들은 대부분 오스만 제국의 왕위 계승권에 대한 오해와, 메흐메트 오르한의 사촌동생이자 그의 사후 오스만 가문 수장을 이어받은 에르투룰 오스만(Ertuğrul Osman)과 혼동한 데서 기인한 것이다. 오스만 제국 후기의 술탄은 장자에게 상속되는 것이 아니라 가문 최연장자에게 상속되었으므로 일반적인 의미의 황태자는 존재하지 않았다. 영국에서 왕세자에게 '웨일스 공(Prince of Wales)' 작위를 주듯이, 현직 술탄의 아들 가운데 대표 왕자가 '알바니아 국왕' 칭호를 받고 활동할 뿐이었다. 메흐메드 압뒬 카디르 에펜디(Mehmed Abdülkadir Efendi) 왕자나 메흐메트 오르한은 오스만 제국 말기에는 다른 가문 연장자들이 많았기에 술탄 계승 서열도 매우 낮았고, 혼사를 둘러싼 갈등으로 인해 '알바니아 국왕' 직위에서도 밀려난 상태였다. 때문에 메흐메트 오르한은 오스만 제국의 심장부인 돌마바흐체 궁전에 특별한 추억이 있지도 않았다. 메흐메트 오르한에게 가문 수장직이 돌아온 것은 그의 나이가 74세를 넘고 나서인 1983년의 일이었다. 그리고 두 번의 결혼으로 1남 1녀를 두고 있었으므로 독신을 고수했다는 이야기도 사실과 다르다. 따라서 '독신을 지킨 오스만 제국의 마지막 황태자'라는 표현은 잘못된 것이다.
마지막 황태자로 불릴 만한 인물은 메흐메트 오르한의 사촌동생인 에르투룰 오스만이었다. 그의 아버지 메흐메트 부르하네딘 왕자는 압뒬하미트 2세의 네 번째 부인 소생이었으나, 메흐메드 압뒬 카디르 에펜디 왕자가 결혼 문제로 공백기에 있던 1914~19년에 공식적인 '알바니아 국왕' 직을 맡았다. 에르투룰 오스만은 터키 공화국의 입국 금지 조치 이후 미국에서 거주하다가 메흐메트 오르한과 마찬가지로 1992년에 터키 정부의 초청으로 고국을 방문했다. 국내에 극적인 형태로 소개된 돌마바흐체 궁전 방문 일화 등은 대부분 이 에르투룰 오스만이 방문했을 때의 이야기였다. 그는 메흐메트 오르한 사망 이후 오스만 가문의 수장직을 이어받았으며, 술탄제 폐지 이전의 오스만 제국에서 출생한 마지막 수장이 되었다.

## 참고 자료
- 돌마바흐체 궁전의 추억, 한국일보 2003년 9월 19일자